# Nhiệm vụ bất khả thi: Quốc gia bí ẩn
Nhiệm vụ bất khả thi: Quốc gia bí ẩn (tiếng Anh: Mission: Impossible – Rogue Nation) là một bộ phim hành động điệp viên do Christopher McQuarrie làm đạo diễn và đồng biên kịch. Đây là phần thứ năm của loạt phim điện ảnh Nhiệm vụ bất khả thi. Phim có sự tham gia diễn xuất của Tom Cruise, Jeremy Renner, Simon Pegg, Rebecca Ferguson, Ving Rhames, Sean Harris, Simon McBurney, Trương Tịnh Sơ và Alec Baldwin, trong đó Cruise, Renner, Pegg, và Rhames là những diễn viên tiếp tục đảm nhiệm vai diễn của mình từ phần trước. Quốc gia bí ẩn do Cruise, J. J. Abrams, và David Ellison đến từ Skydance Productions đồng sản xuất. Trong phim, điệp viên IMF Ethan Hunt (Cruise) phải trốn chạy sự truy bắt của CIA sau khi IMF bị giải thể, cùng lúc đó anh đang cố chứng minh sự tồn tại của Syndicate, một tập đoàn khủng bố quốc tế bí ẩn.
Quá trình quay phim bắt đầu từ ngày 21 tháng 8 năm 2014, tại Vienna, Áo, và kết thúc vào ngày 12 tháng 3 năm 2015. Phim được phát hành ở Bắc Mỹ bởi Paramount Pictures vào ngày 31 tháng 7 năm 2015 và gặt hái nhiều thành công cả về chuyên môn và thương mại. Trong tuần đầu tiên công chiếu, bộ phim thu về 56 triệu USD tiền vé ở Hoa Kỳ. Tổng doanh thu của bộ phim ở Bắc Mỹ là 195 triệu USD và 682 triệu USD trên toàn cầu, trở thành phim có doanh thu cao thứ hai của cả loạt phim này.

## Nội dung
Sau các sự kiện diễn ra ở phần bốn, tổ chức IMF (Impossible Missions Force) phải ra điều trần trước chính phủ. Giám đốc CIA Alan Hunley (Alec Baldwin) cho rằng các hoạt động của IMF gây ảnh hưởng đến an ninh quốc gia và thuyết phục ủy ban ra quyết định giải tán tổ chức, đồng thời triệu hồi các mật vụ ngoài thực địa.
Trong lúc đó, mật vụ Ethan Hunt (Tom Cruise) và các cộng sự đang tìm kiếm bằng chứng về sự tồn tại của Syndicate - một tổ chức tội phạm bí ẩn được cho là chủ mưu của hàng loạt các thảm họa diễn ra rải rác trên khắp toàn cầu. Anh bất ngờ bị Syndicate truy kích và bắt giữ ngay tại trụ sở IMF tại London. Song, nhờ có sự giúp đỡ của một phụ nữ bí ẩn (Rebecca Ferguson), Ethan Hunt thoát nạn và anh đã cảnh báo lên cấp trên của IMF về sự tồn tại của The Syndicate nhưng họ không tin anh, vì vậy Hunt phải tự lập một nhóm riêng gồm Benji Dun, William và nhân vật nữ bí ẩn cùng chống lại The Syndicate đồng thời cố gắng thoát khỏi sự truy đuổi của chính CIA.

## Diễn viên
- Tom Cruise trong vai Ethan Hunt
- Jeremy Renner trong vai William Brandt
- Simon Pegg trong vai Benji Dunn
- Rebecca Ferguson trong vai Ilsa Faust
- Ving Rhames trong vai Luther Stickell
- Sean Harris trong vai Solomon Lane[5]
- Alec Baldwin trong vai Alan Hunley[6]
- Simon McBurney trong vai Attlee
- Trương Tịnh Sơ trong vai Lauren
- Jens Hultén trong vai Janik "Bone Doctor" Vinter
- Tom Hollander trong vai thủ tướng Anh

## Sản xuất

### Sản xuất tiền kỳ
Paramount Pictures tuyên bố vào tháng 3 năm 2013 rằng Christopher McQuarrie sẽ đạo diễn phần 5 của loạt phim Mission: Impossible, với kịch bản của Drew Pearce, và Tom Cruise tiếp tục đảm nhiệm vai diễn Ethan Hunt. Tom Cruise Productions và Bad Robot là hai hãng sản xuất, bên cạnh đó Skydance Productions, đối tác đồng hỗ trợ tài chính và giám đốc sản xuất của phần này, sẽ làm việc sát sao với nhóm sản xuất trong quá trình phát triển và sản xuất dự án." Vào ngày 14 tháng 11 năm 2013, Paramount tuyên bố bộ phim sẽ ra mắt vào ngày 25 tháng 12 năm 2015. Cũng trong tháng đó, Simon Pegg xác nhận anh sẽ quay lại đảm nhận vai Benji. Tháng 5 năm 2014, Will Staples thay thế Pearce trong vai trò biên kịch. Cùng tháng đó, Jeremy Renner xác nhận anh sẽ tiếp tục vai diễn William Brandt, và Cruise công bố rằng bộ phim sẽ được quay tại Luân Đôn. Một báo cáo sau đó lại nói rằng Vienna sẽ là bối cảnh đầu tiên, quay vào tháng 8. Một thời gian sau, McQuarrie là biên kịch mới thay thế cho Staples; phần chạy chữ cuối phim liệt kê McQuarrie là nhà biên kịch, cùng với cốt truyện của Pearce.
Tháng 7 năm 2014, Rebecca Ferguson chính thức vào vai còn Alec Baldwin lúc bấy giờ vẫn đang đàm phán. Baldwin được xác nhận sẽ tham gia diễn xuất vào tháng 8 năm 2014, còn Ving Rhames được công bố sẽ tiếp tục đảm nhận vai Luther Stickell. Vào ngày 5 tháng 9, có nguồn tin nói rằng Sean Harris đang đàm phán để đảm nhận vai diễn phản diện chính trong phim. Ngày 2 tháng 10, Simon McBurney chính thức tham gia vào dàn diễn viên. Ngày 6 tháng 10, nữ diễn viên Trung Quốc Zhang Jingchu được xác nhận sẽ tham gia bộ phim (trong bản phim hoàn chỉnh cô chỉ xuất hiện khoảng 30 giây). Vào ngày 22 tháng 3 năm 2015, Paramount công bố tựa đề chính thức của bộ phim, Mission: Impossible – Rogue Nation, cùng với một poster và trailer nhá hàng.

### Quay phim

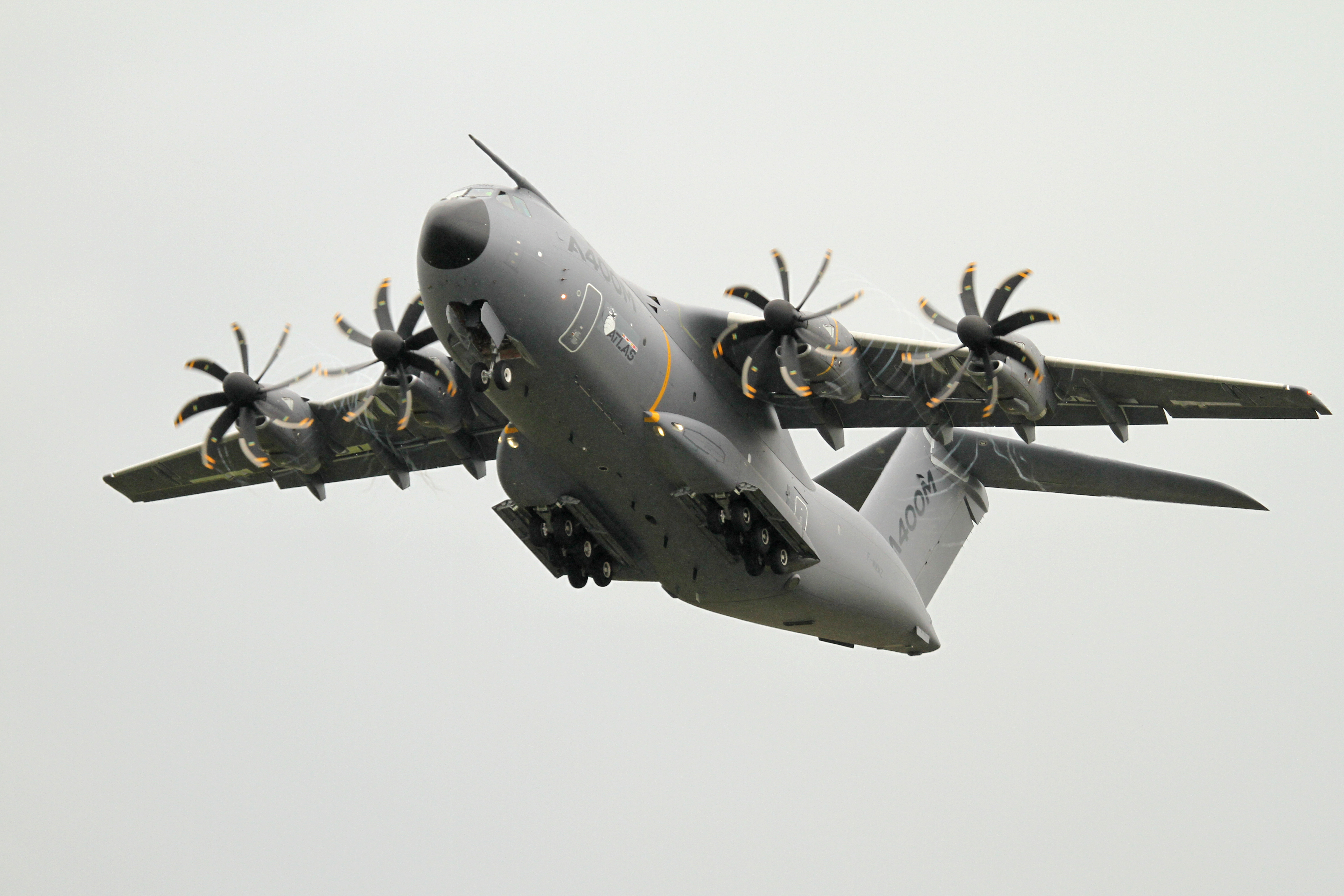
Chiếc Airbus A400M Atlas đặc biệt, số hiệu kiểm soát F-WWMZ, được dùng để quay cảnh hành động tại RAF Wittering

Quá trình quay phim chính bắt đầu vào tháng 8 năm 2014. Ngày 21 tháng 8, nhóm sản xuất công bố những bức ảnh đầu tiên tại phim trường ở Vienna, Áo. Ngày 22 tháng 8, các diễn viên Cruise và Pegg, cùng với đạo diễn Christopher McQuarrie, bị bắt gặp ở Vienna's Metro. Cùng ngày, Cruise và Ferguson cũng bị bắt gặp khi đang ghi hình một số cảnh hành động nguy hiểm (nhảy) từ nóc Nhà hát opera quốc gia Vienna. Ngày 26 tháng 8, các diễn viên một lần nữa bị phát hiện đang quay các cảnh ở Vienna. Sau khi kết thúc một tuần rưỡi quay phim ở Áo, vào ngày 30 tháng 8, Cruise có mặt tại Rabat, Maroc để quay các cảnh tiếp theo. Tại đây đường cao tốc Marrakesh bị đóng cửa trong 14 ngày (từ 30 tháng 8 đến 12 tháng 9) để phục vụ quá trình quay phim. Các địa điểm ghi hình khác ở Morocco bao gồm Agadir và Rabat. Vào ngày 2 tháng 9, Cruise bị phát hiện đang lái chiế BMW M3 Sedan đời 2005 ở Derb sultane, Casablanca, được độ bằng bộ lốp xe Michelin Pilot Super Sport có chứng nhận của BMW. Vào ngày 8 và 9 tháng 9, các phân cảnh tiếp theo được quay ở Sân vận động Marrakesh, địa điểm này cũng bị đóng cửa vào 2 ngày trên để phục vụ ghi hình. Ngày 26 tháng 9, Cruise tự mình thực hiện các cảnh hành động nguy hiểm với một chiếc xe BMW tại Kasbah of the Udayas, ở thủ đô Rabat.

## Phát hành
Ngày 14/11/2013, Paramount Pictures và Skydance Productions công bố dự kiến lịch phát hành phim ngày 25/12/2015. Đến 26/1/2015, Paramount lại dời ngày chiếu lên tháng 7/2015.